# Lagoa Seca (Ilha do Pico)

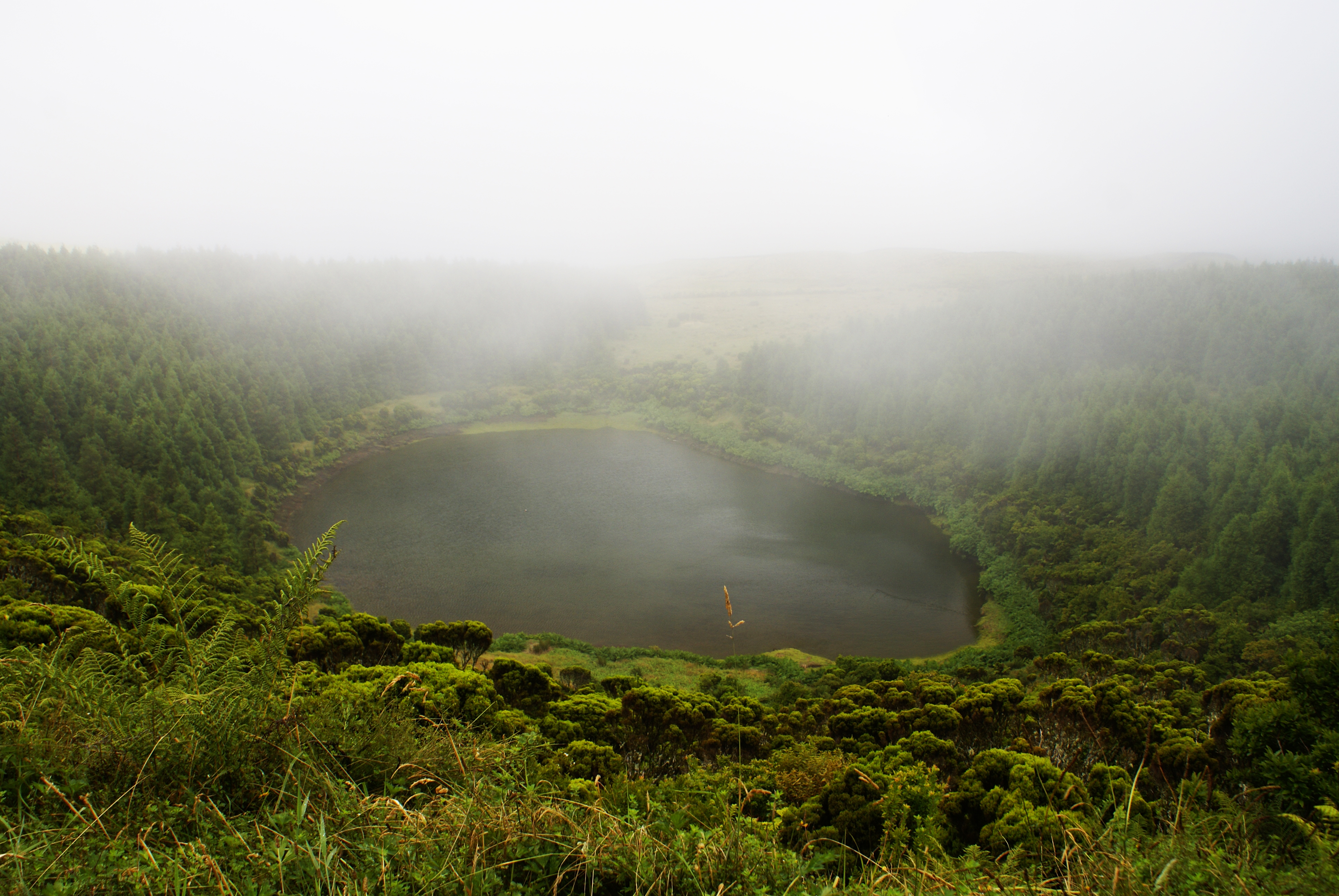
Lagoa Seca.

A Lagoa Seca é uma lagoa portuguesa, localizada na ilha açoriana do Pico, arquipélago dos Açores, no município das Lajes do Pico.
Esta encontra-se nas proximidades da Lagoa do Landroal, da Lagoa do Caiado, do Pico da Rocha, do Pico da Cruz e da Pontinha.